# Car (revista)

Logotipo de la revista

Car es una revista británica para entusiastas del automovilismo, publicada mensualmente por Bauer Media Group. Las ediciones internacionales son publicadas por Bauer Automotive en Corea del Sur (desde marzo de 2016), Brasil, China, Grecia, India, Malasia (desde diciembre de 2012 hasta marzo de 2017, a través de Astro), México, Oriente Medio, Rumania, Rusia, Sudáfrica (bajo el título Topcar), España, Tailandia y Turquía.
Car presenta una prueba de grupo regular bajo el nombre de "Prueba de Gigantes", que fue originalmente desarrollada por la revista en los años 1970. También presenta las primeras unidades de coches nuevos de los "recién llegados", entrevistas con figuras significativas de la industria automotriz y otras características.

## Historia
La revista fue creada en 1962 como Small Car y Mini Owner incorporando Sporting Driver. Fue renombrada como Car en 1965. En los años 1960, la revista fue pionera en la competición "Coche del Año" (COTY), que fue decidida posteriormente por los periodistas automovilísticos de toda Europa. En los años 1970 y 1980, Car estaba muy por delante de otras revistas del motor por la calidad y profundidad de su escritura, arte y fotografía. Entre los colaboradores más importantes durante el apogeo de la revista se encontraban Henry N. Manney III, Douglas Blain, George Bishop, L. J. K. Setright, Ronald Barker, Mel Nichols, Steve Cropley, Russell Bulgin, Philip Llewellin, James May, Alexei Sayle y Rowan Atkinson. L. J. K. Setright en muchas series de artículos perspicaces, vinculó el desarrollo y la historia del automóvil con sus contextos sociales, tecnológicos e históricos. La revista también era conocida por sus fotos y dibujos "primicias" y se deleitaba con la irritación que causaba a los fabricantes de automóviles al revelar importantes nuevos modelos con antelación. Car presentaba regularmente las fotos de espías de Hans G. Lehmann, presentando su trabajo con su propia imagen-sello blasonada con las palabras Hans G. Lehmann - Fotograf. En los años 1990 y principios de los 2000, el artista Hilton Holloway fue responsable de un número de imágenes proyectadas de coches en desarrollo, primero a través del arte gráfico, seguido más tarde por el arte de composición de Photoshop. En 2001 uno de sus conceptos para un Lotus en Fórmula 1 fue tan preciso que "Proyecto Hilton" se convirtió en el nombre en código del proyecto de Fórmula 1 dentro de Lotus. En 1992, News International se lo vendió a Emap. Emap publicó la revista hasta 2007. En marzo de 2009, la sección de listados de la revista (que da detalles de los nuevos coches a la venta en el Reino Unido) volvió al nombre de "El bueno, el malo y el feo" - que había utilizado cuando se creó a principios de los años 1970 - después de una ausencia de casi tres años.

## Ventas
En el Reino Unido las ventas de coches han disminuido desde que alcanzaron su máximo a mediados de los años 1990. La circulación de Car en 2012 promedió 54 500 copias al mes, 37 500 de las cuales están en el Reino Unido.

## Editores
- 2017 para presentar: Ben Miller
- 2006 a 2017: Phil McNamara
- 2004 a 2006: Jason Barlow
- 2002 a 2004: Angus Mackenzie
- 1999 a 2002: Greg Fuente
- 1997 a 1999: Rob Munro-Sala
- 1994 a 1997: Gavin Verde
- 1993: Mark Gillies
- 1992 a 1993: Richard Bremner
- 1987 a 1992: Gavin Verde
- 1981 a 1987: Steve Cropley (dos asuntos fueron editados por Rob Golding en 1985)
- 1974 a 1981: Mel Nichols
- 1971 a 1974: Ian Fraser
- 1963 a 1971: Douglas Blain
- 1963 a 1964: Nigel Lloyd
- 1962 a 1963: George Obispo